# 北九州市環境ミュージアム
北九州市環境ミュージアム（きたきゅうしゅうしかんきょうミュージアム、英称: Kitakyushu Environment Museum）は、福岡県北九州市八幡東区東田にある環境に関する展示・体験施設である。

## 概要
北九州博覧祭2001のパビリオンを利用して、2002年4月にオープンした。環境学習センター機能、環境情報センター機能、環境活動センター機能の3つの機能を有する。北九州市の公害克服の歴史をはじめ、身近な環境問題から地球環境問題まで総合的に学習することができる。市民ボランティアによる「環境学習サポーター」や、インタープリター（展示解説員）を配置し、より理解を深めることができるよう配慮がなされている。
また、環境モデル都市における21世紀環境共生型モデル住宅として環境省エコハウスモデル事業の補助を受けて「エコハウス」（木造2階建）のモデルハウスが敷地内に建てられている。

## 交通
- JR九州鹿児島本線 スペースワールド駅より徒歩5分。
- 北九州高速5号線枝光出入口より1.6km。

## 周辺
- 北九州市立いのちのたび博物館
- 北九州イノベーションギャラリー
- ベスト電器B・B八幡本店